# 5468 Hamatonbetsu
5468 Hamatonbetsu eller 1988 BK är en asteroid i huvudbältet som upptäcktes den 16 januari 1988 av de båda japanska astronomerna Masaru Mukai och Masanori Takeishi vid YCPM Kagoshima Station. Den är uppkallad efter den japanska staden Hamatonbetsu.
Asteroiden har en diameter på ungefär 23 kilometer.